# Klapy (ubranie)

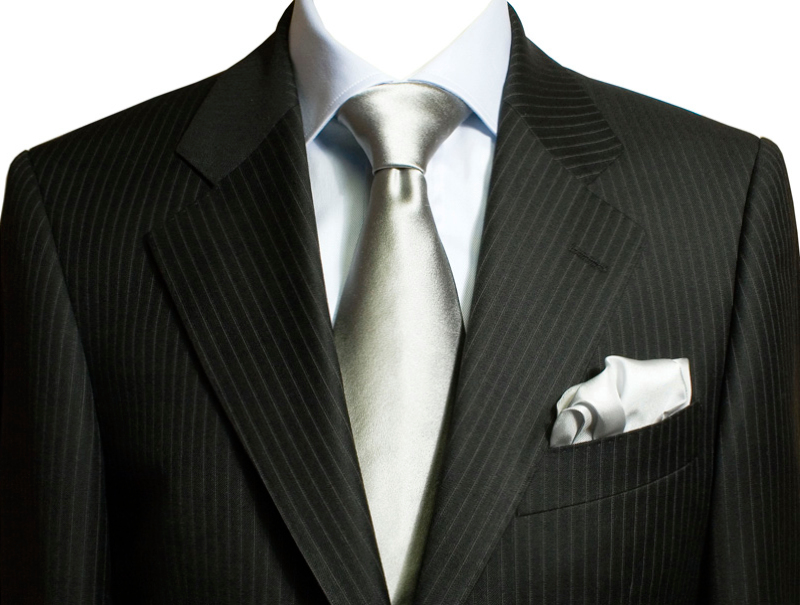
Garnitur w prążki z klapami otwartymi

Klapy – wyłożone, odwinięte na zewnątrz fragmenty tkaniny z przodu marynarki, fraka, płaszcza i podobnych ubrań formalnych. Zwykle tworzy się je przez wywinięcie przednich krawędzi marynarki lub płaszcza i przyszycie ich do kołnierza.
Istnieją trzy podstawowe rodzaje klap: otwarte, zamknięte i szalowe. Najczęściej spotykane i najmniej formalne są klapy otwarte. Występują np. w blezerach czy marynarkach sportowych. Klapy zamknięte są bardziej formalne. Można je napotkać w większości marynarek dwurzędowych, ale regularnie pojawiają się również w jednorzędowych. Klapy szalowe są zazwyczaj spotykane są w smokingach i półfrakach (spencerach).

## Rodzaje klap

### Klapy otwarte

Klapy otwarte

Klapy otwarte, klapy proste są przyszyte do kołnierza pod kątem, tworząc charakterystyczne wcięcie. Jest to standard w strojach jednorzędowych, stosowany w prawie wszystkich garniturach, blezerach i marynarkach sportowych. Dwurzędowa marynarka z otwartymi klapami to rzadki widok. Rozmiar wcięcia może się różnić, wąskie wcięcie jest po angielsku nazywane fishmouth (po polsku nie ma specjalnej nazwy). Był to pierwszy rodzaj klap, który się pojawił i jest najczęściej spotykanym rodzajem.

### Klapy zamknięte

Klapy zamknięte

Klapy zamknięte, klapy ostre lub klapy w szpic, są najbardziej formalne. Spotkać je można na marynarkach dwurzędowych, wszystkich strojach formalnych, takich jak frak lub żakiet, a także często na smokingu (jedno- i dwurzędowym). Pod koniec lat dwudziestych i trzydziestych XX wieku marynarka jednorzędowa z klapami zamkniętymi była uznawana za bardzo stylową. Klapy ostre zostały przeniesione do odzieży dziennej dzięki rosnącej popularności smokingu. Umiejętność odpowiedniego wycięcia klap ostrych w jednorzędowym garniturze jest jednym z najtrudniejszych zadań krawieckich, nawet dla bardzo doświadczonych krawców.

### Klapy szalowe

Klapy szalowe

Klapy szalowe, kołnierz szalowy to jednolity wyłóg będący połączeniem kołnierza z klapą, bez rozgraniczania ich kozerką. Pierwotnie widywane na wiktoriańskiej bonżurce, teraz są najczęstsze na smokingach. Te podobnie zaczęły jako nieformalna odzież wieczorowa, a potem szyte były zarówno w mniej, jak i bardziej formalnych wersjach, w zależności od sytuacji, w której miały być używane. Kołnierz szalowy jest również często stosowany w półfrakach (spencerach). Marynarka Teba również posiada klapę bez wcięć, jednak występuje na niej kozerka oraz nagła zmiana kierunku krawędzi klapy.

## Cechy klap

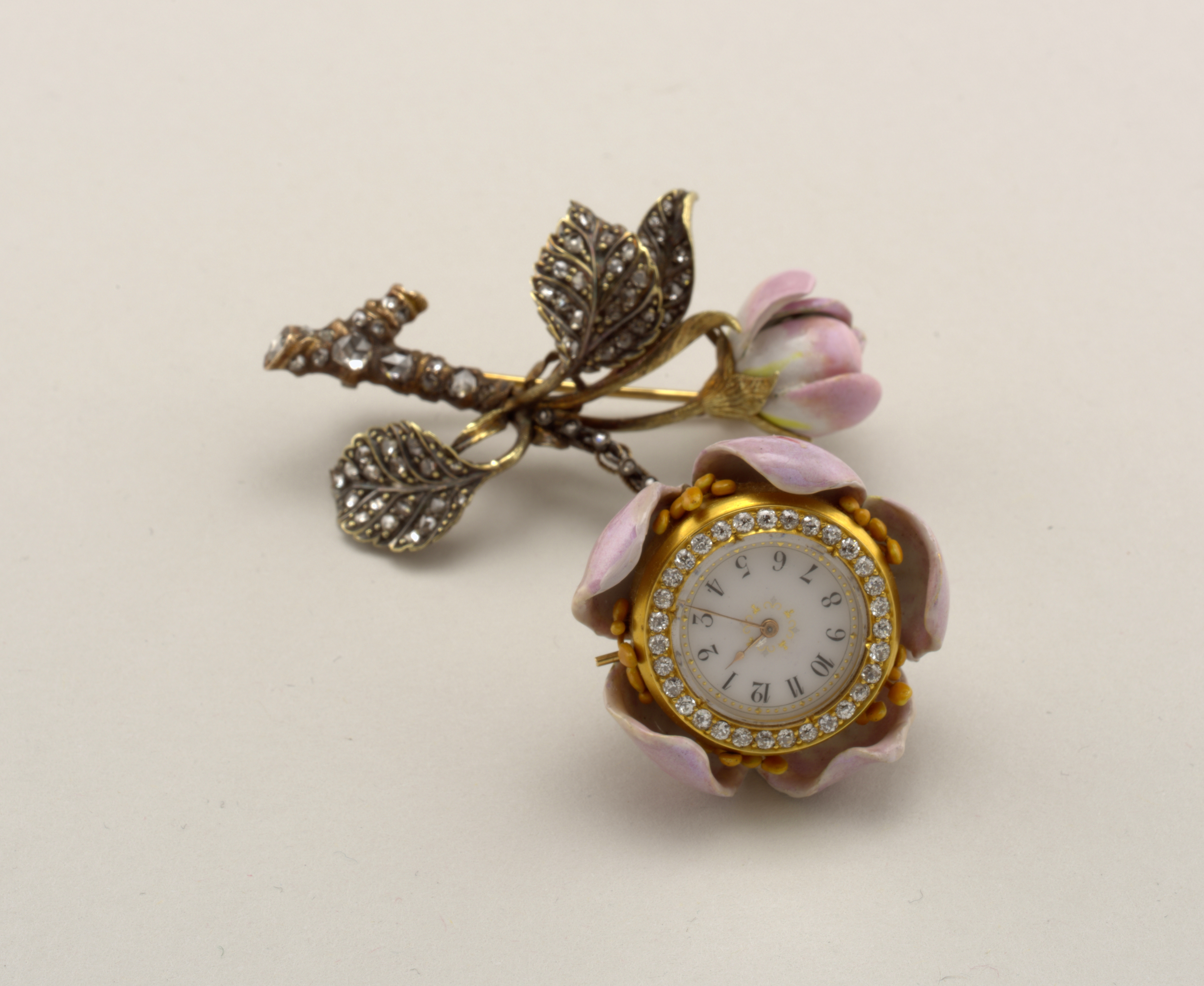
Zegarek do noszenia w klapie, USA, ok. 1889, Cooper – Hewitt, Smithsonian Design Museum

Na lewej klapie znajduje się otwór zwany butonierką, w którym nosić można żywy kwiat. Zwyczaj ten dziś powszechnie spotykany jest jedynie podczas bardziej formalnych wydarzeń. Do prawidłowego mocowania kwiatka służy pętla przymocowana z tyłu klapy. Dla zachowania symetrii, dwurzędowe garnitury mogą posiadać butonierkę na obu klapach. Czasami w klapie nosi się również przypinkę.
Szerokość klap jest bardzo różnorodna – od niezwykle wąskich po bardzo szerokie. Podlegała ona również wielu zmianom na przestrzeni lat. Niektórzy projektanci twierdzą jednak, że najbardziej stylowa szerokość klap pozostaje niezmieniona i że klapa „powinna sięgać tylko o ułamek mniej niż połowa odległości między kołnierzem a linią ramion”.

## Pochodzenie

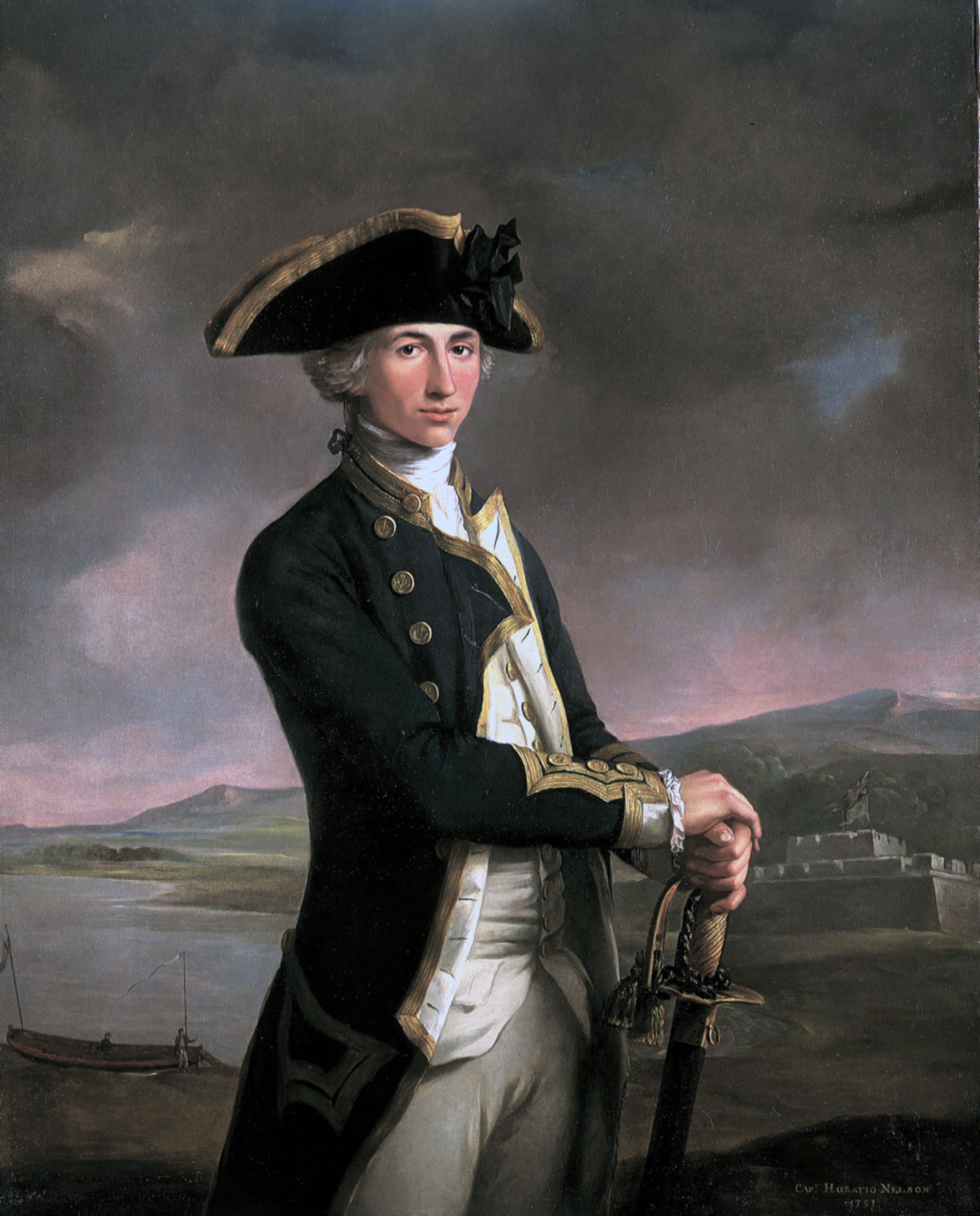
Lord Nelson we fraku kapitańskim (1781), z długą, luźno złożoną klapą z wieloma guzikami

Najpopularniejszy styl klapy, klapa otwarta, wywodzi się ze starszych typów ubrań zapinanych na guziki pod szyję. Początkowo stosowano rozpinanie i wykładanie pod kątem górnej części zapięcia w pomieszczeniu lub w czasie upałów, a następnie doszło do usunięcia górnych guzików. Górne punkty pochodzą od rogów kołnierza. Można to zademonstrować, odwracając zapięcie w podobny sposób we współczesnej odzieży zapinanej na guziki pod szyję, takiej jak płaszcz lub kombinezon. Właściciel marynarki zaskoczony przez złą pogodę może rozłożyć klapy i przytrzymać je, aby tymczasowo tworzyły namiastkę zapięcia pod szyję, od którego się wywodzą.
Ponieważ wśród zamożnych w epoce regencji fraki ewoluowały szybko, popularne stawały się różne style ich zapinania, od zapinanych na górze, pośrodku, a nawet wcale. Wywijany kołnierz, popularny we wcześniejszych ubraniach, takich jak surdut, został zastąpiony długimi klapami sięgającymi poniżej talii (modnie mocno dociśniętymi). Niezmiennie z przodu znajdowały się długie rzędy guzików, z których większość nie była zapinana; w istocie nawet w późnej epoce wiktoriańskiej wszystkie surduty miały długi rząd dziurek na guziki w klapie, od dawna zbędnych. Wraz ze zmieniającymi się stylami zapinania, luźno wyłożony przód płaszcza odpowiednio zmieniał kształt, a kształt litery V tworzony wówczas przez połączenie wyłogu i kołnierza jest teraz kontynuowany w tradycyjnym kształcie klap otwartych i zamkniętych, które wywodzą się z tego okresu.

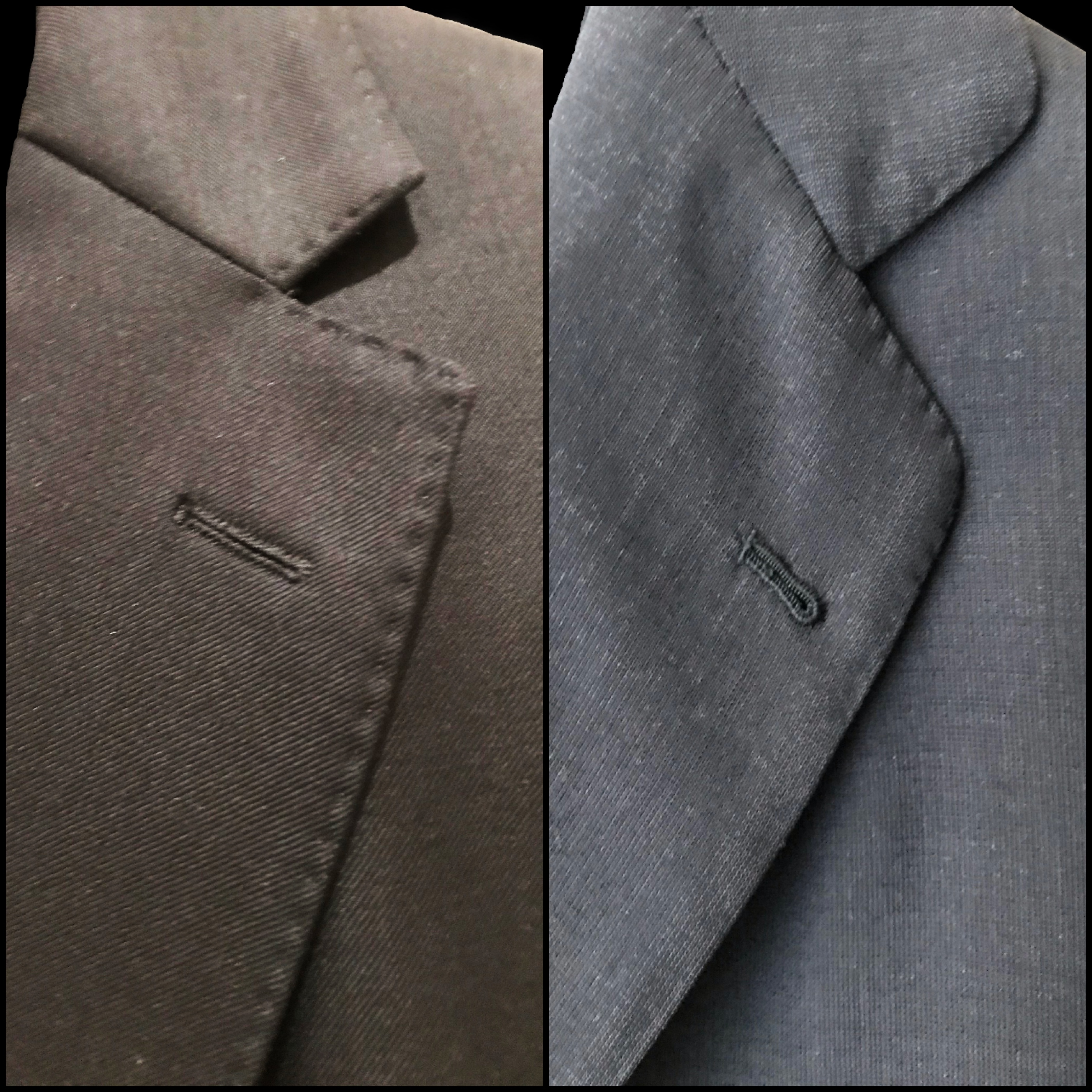
Porównanie dwóch stylów klapy otwartej: angielskiego (po lewej) i hiszpańskiego (po prawej). Pierwszy z nich jest częściej spotykany.

Niektórzy historycy ubioru, tacy jak Bernard Rudofsky, wyśmiewali ewolucję klap marynarki w „zupełnie niepotrzebne fragmenty materiału” i „ozdobne szczątki”, podczas gdy inni celebrowali przekształcenie klap w „fetysze” jako nieodłączną część mody jako wyrazu.

## Marynarki bez klap
Choć mniej popularne wśród męskich strojów na zachodzie, inne style marynarek nie mają klap. Do marynarek ze stójką należą marynarki Nehru i różne mundury wojskowe, np. mundur British Army czy US Marine Corps. Kołnierze wykładane (ang. turndown collar), były dawniej powszechne w mundurach wojskowych i na mundurku Mao.